# Championnats du monde d'athlétisme 2003
Navigation

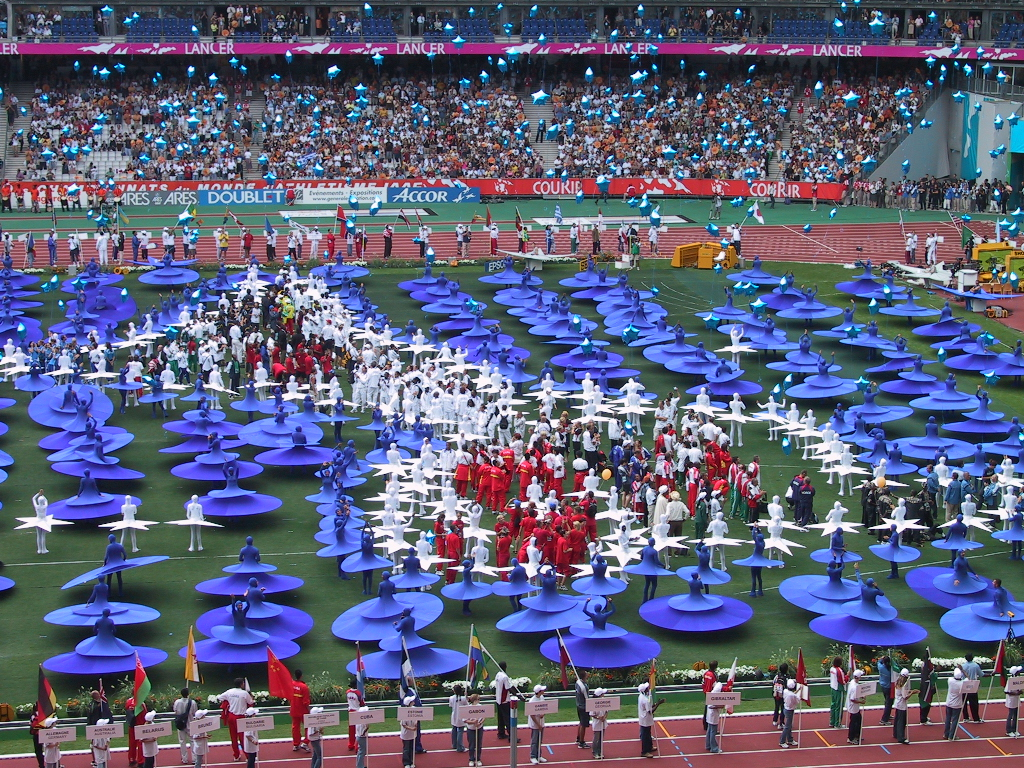
Cérémonie d'ouverture

Les 9es Championnats du monde d'athlétisme ont eu lieu du 23 août au 31 août 2003  au Stade de France de Saint-Denis, et en partie à Paris pour les épreuves hors stade. 1 679 athlètes issus de 198 nations ont participé aux 46 épreuves du programme.

## Faits marquants
Dans les épreuves masculines, 16 des 24 vainqueurs ont une performance inférieure à celle du gagnant des précédents championnats d'Edmonton en 2001. À l'inverse, dans les épreuves féminines, 14 des 22 vainqueurs ont une performance supérieure ou égale à celle de la gagnante de 2001.
La Russie domine ces championnats avec 7 titres, 19 médailles et 217 points à la place (placing table) devant les États-Unis (8 titres, 16 médailles, 160 points) et la France (3 titres, 8 médailles, 78 points). Dans les épreuves masculines, les États-Unis (6 titres, 10 médailles, 103 points) devancent la Russie (1 titre, 4 médailles, 50 points) et le Kenya (1 titre, 2 médailles, 48 points). Dans les épreuves féminines, la Russie (6 titres, 15 médailles, 167 points) devance largement les États-Unis (2 titres, 6 médailles, 57 points) et la France (2 titres, 5 médailles, 42 points).
Après l'élimination en demi-finale de Maurice Greene, champion du monde et champion olympique en titre, la finale du 100 mètres masculin est finalement remportée par Kim Collins. Privés de podium dans la discipline reine, les Américains se rattrapent dans les autres épreuves de sprint en réalisant le doublé sur 200 mètres et 400 mètres. 
Dans les épreuves d'endurance, le Marocain Hicham El Guerrouj remporte son quatrième titre mondial consécutif sur le 1 500 m, devançant de près de 5 dixièmes le Français Mehdi Baala. Le 10 000 mètres est dominé par l'Éthiopie qui place trois coureurs aux trois premières places (Bekele, Gebrselassie et Sihine). 
Allen Johnson remporte son quatrième titre de champion du monde (son deuxième consécutif) sur 110 mètres haies, Félix Sánchez, domine l'épreuve du 400 mètres haies deux ans après sa première victoire mondiale. L'ancien Kényan Saif Saaeed Shaheen (3 000 m steeple) offre à son nouveau pays, le Qatar, sa première médaille en Championnats du monde. 
Le pays organisateur obtient ses deux médailles d'or le dernier jour des championnats. Eunice Barber remporte l'épreuve du saut en longueur, quelques minutes avant que le relais féminin du 4 × 100 m s'impose de cinq centièmes devant celui des États-Unis, privé de son meilleur élément Kelli White, soupçonnée de dopage.

## Disqualifications à la suite de dopage
L'équipe de Grande-Bretagne, deuxième du relais 4 × 100 m masculin, est disqualifiée à la suite de l'implication de Dwain Chambers dans l'affaire de dopage du laboratoire Balco. Dans le relais 4 × 400 mètres, l'équipe des États-Unis perd sa médaille d'or à la suite de la prise avérée de produits dopants par Calvin Harrison. Le relais français composé de Marc Raquil, Stéphane Diagana, Naman Keita et Leslie Djhone, récupère le titre mondial en juillet 2005. 
Chez les femmes, l'Américaine Kelli White est destituée par l'IAAF de ses deux médailles d'or remportées sur 100 et 200 mètres, après avoir été contrôlée positive au modafinil. En conséquence, les médailles d'or reviennent à Torri Edwards sur 100 mètres, et à Anastasiya Kapachinskaya sur 200 mètres.
Le 26 février 2009, l'IAAF décide de retirer la médaille d'or du 400 mètres remporté par l'Américain Jerome Young après qu'il a admis avoir eu recours au dopage entre 1999 et 2003. Tyree Washington, deuxième à Paris, récupère finalement la médaille d'or vacante et Marc Raquil, initialement troisième de la course, la médaille d'argent.
En octobre 2011, toujours à la suite de l'affaire de dopage du laboratoire BALCO, c'est au tour de Zhanna Pintusevich-Block de perdre la médaille d'argent du 100 m au profit de Chandra Sturrup et de Ekaterini Thanou qui récupèrent respectivement l'argent et le bronze.

## Résultats

### Hommes
| Épreuves                  | Or                                                                                             | Argent | Bronze                                                                                            |
| ------------------------- | ---------------------------------------------------------------------------------------------- | --- | ------------------------------------------------------------------------------------------------- |
| 100 m détails             | Kim Collins 10 s 07                                                                            | Darrel Brown 10 s 08                                                                                          | Darren Campbell 10 s 08 (SB)                                                                      |
| 200 m détails             | John Capel 20 s 30                                                                             | Darvis Patton 20 s 31                                                                                         | Shingo Suetsugu 20 s 38                                                                           |
| 400 m détails             | Tyree Washington 44 s 77                                                                       | Marc Raquil 44 s 79 (NR)                                                                                      | Michael Blackwood 44 s 80                                                                         |
| 800 m détails             | Djabir Saïd-Guerni 1 min 44 s 81                                                               | Yuriy Borzakovskiy 1 min 44 s 84                                                                              | Mbulaeni Mulaudzi 1 min 44 s 90                                                                   |
| 1 500 m détails           | Hicham El Guerrouj 3 min 31 s 77                                                               | Mehdi Baala 3 min 32 s 31                                                                                     | Ivan Heshko 3 min 33 s 17                                                                         |
| 5 000 m détails           | Eliud Kipchoge 12 min 52 s 79 (CR)                                                             | Hicham El Guerrouj 12 min 52 s 83                                                                             | Kenenisa Bekele 12 min 53 s 12                                                                    |
| 10 000 m détails          | Kenenisa Bekele 26 min 49 s 57 (CR)                                                            | Haile Gebrselassie 26 min 50 s 77 (SB)                                                                        | Sileshi Sihine 27 min 1 s 44                                                                      |
| Marathon détails          | Jaouad Gharib 2 h 8 min 31 s (CR)                                                              | Julio Rey 2 h 8 min 38 s                                                                                      | Stefano Baldini 2 h 9 min 14 s                                                                    |
| 110 m haies détails       | Allen Johnson 13 s 12                                                                          | Terrence Trammell 13 s 20 (SB)                                                                                | Liu Xiang 13 s 23                                                                                 |
| 400 m haies détails       | Felix Sanchez 47 s 25 (WL)                                                                     | Joey Woody 48 s 18 (SB)                                                                                       | Periklís Iakovákis 48 s 24                                                                        |
| 3 000 m steeple détails   | Saif Saaeed Shaheen 8 min 4 s 39                                                               | Ezekiel Kemboi 8 min 5 s 11                                                                                   | Eliseo Martin 8 min 9 s 09 (PB)                                                                   |
| 20 km marche détails      | Jefferson Pérez 1 h 17 min 21 s (WR)                                                           | Paquillo Fernández 1 h 18 min 0 s (SB)                                                                        | Roman Rasskazov 1 h 18 min 7 s (SB)                                                               |
| 50 km marche détails      | Robert Korzeniowski 3 h 36 min 3 s (WR)                                                        | German Skurygin 3 h 36 min 42 s (NR)                                                                          | Andreas Erm 3 h 37 min 46 s (NR)                                                                  |
| 4 × 100 m détails         | États-Unis John Capel Bernard Williams Darvis Patton Joshua J Johnson 38 s 06                  | Brésil Vicente de Lima Edson Luciano Ribeiro André Domingos da Silva Cláudio Roberto Souza 38 s 26 (SB)       | Pays-Bas Timothy Beck Troy Douglas Patrick van Balkom Caimin Douglas 38 s 87                      |
| 4 × 400 m détails         | France Leslie Djhone Naman Keïta Stéphane Diagana Marc Raquil Ahmed Douhou* 2 min 58 s 96 (NR) | Jamaïque Brandon Simpson Danny McFarlane Davian Clarke Michael Blackwood Michael Campbell* 2 min 59 s 60 (SB) | Bahamas Avard Moncur Dennis Darling Nathaniel McKinney Chris Brown Carl Oliver* 3 min 0 s 53 (SB) |
| Saut en hauteur détails   | Jacques Freitag 2,35 m (SB)                                                                    | Stefan Holm 2,32 m                                                                                            | Mark Boswell 2,32 m (SB)                                                                          |
| Saut à la perche détails  | Giuseppe Gibilisco 5,90 m (NR)                                                                 | Okkert Brits 5,85 m (SB)                                                                                      | Patrik Kristiansson 5,85 m (PB)                                                                   |
| Saut en longueur détails  | Dwight Phillips 8,32 m                                                                         | James Beckford 8,28 m (SB)                                                                                    | Yago Lamela 8,22 m                                                                                |
| Triple saut détails       | Christian Olsson 17,72 m                                                                       | Yoandri Betanzos 17,28 m (SB)                                                                                 | Leevan Sands 17,26 m                                                                              |
| Lancer du poids détails   | Andrei Mikhnevich 21,69 m (PB)                                                                 | Adam Nelson 21,26 m                                                                                           | Yuriy Bilonoh 21,10 m                                                                             |
| Lancer du disque détails  | Virgilijus Alekna 69,69 m (SB)                                                                 | Robert Fazekas 69,01 m                                                                                        | Vasiliy Kaptyukh 66,51 m (SB)                                                                     |
| Lancer du javelot détails | Sergey Makarov 85,44 m                                                                         | Andrus Värnik 85,17 m                                                                                         | Boris Henry 84,74 m                                                                               |
| Lancer du marteau détails | Ivan Tikhon 83,05 m                                                                            | Adrián Annus 80,36 m                                                                                          | Koji Murofushi 80,12 m                                                                            |
| Décathlon détails         | Tom Pappas 8 750 points                                                                        | Roman Šebrle 8 634 points                                                                                     | Dmitriy Karpov 8 374 points (NR)                                                                  |

* Athlètes médaillés ayant participé aux séries des relais

### Femmes
| Épreuves                  | Or | Argent | Bronze |
| ------------------------- | --- | --- | --- |
| 100 m détails             | Torri Edwards 10 s 93 (PB)                                                                                        | Chandra Sturrup 11 s 02 | Ekaterini Thanou 11 s 03 (SB)                                                                                |
| 200 m détails             | Anastasiya Kapachinskaya 22 s 38 (PB)                                                                             | Torri Edwards 22 s 47 | Muriel Hurtis 22 s 59                                                                                        |
| 400 m détails             | Ana Guevara 48 s 89 (PB)                                                                                          | Lorraine Fenton 49 s 43 (SB) | Amy Mbacke Thiam 49 s 95 (SB)                                                                                |
| 800 m détails             | Maria Mutola 1 min 59 s 89                                                                                        | Kelly Holmes 2 min 0 s 18 | Natalya Khrushchelyova 2 min 0 s 29                                                                          |
| 1 500 m détails           | Tatyana Tomashova 3 min 58 s 52 (CR)                                                                              | Sureyya Ayhan 3 min 59 s 04 | Hayley Tullett 3 min 59 s 95 (PB)                                                                            |
| 5 000 m détails           | Tirunesh Dibaba 14 min 51 s 72                                                                                    | Marta Dominguez 14 min 52 s 26 | Edith Masai 14 min 52 s 30                                                                                   |
| 10 000 m détails          | Berhane Adere 30 min 4 s 18 (CR)                                                                                  | Werknesh Kidane 30 min 7 s 15 (PB) | Sun Yingjie 30 min 7 s 20 (PB)                                                                               |
| Marathon détails          | Catherine Ndereba 2 h 23 min 55 s (CR)                                                                            | Mizuki Noguchi 2 h 24 min 14 s | Masako Chiba 2 h 25 min 9 s                                                                                  |
| 100 m haies détails       | Perdita Felicien 12 s 53 (NR)                                                                                     | Brigitte Foster 12 s 57 | Miesha McKelvy 12 s 67                                                                                       |
| 400 m haies détails       | Jana Pittman 53 s 22 (PB)                                                                                         | Sandra Glover 53 s 65 (SB) | Yuliya Pechonkina 53 s 71                                                                                    |
| 20 km marche détails      | Yelena Nikolayeva 1 h 26 min 52 s (CR)                                                                            | Gillian O'Sullivan 1 h 27 min 34 s | Valentina Tsybulskaya 1 h 28 min 10 s (NR)                                                                   |
| 4 × 100 m détails         | France Patricia Girard-Léno Muriel Hurtis Sylviane Felix Christine Arron 41 s 78 (WL, NR)                         | États-Unis Angela Williams Chryste Gaines Inger Miller Torri Edwards Lauryn Williams* 41 s 83 (SB)                                            | Russie Olga Fyodorova Yuliya Tabakova Marina Kislova Larisa Kruglova 42 s 66                                 |
| 4 × 400 m détails         | États-Unis Demetria Washington Jearl Miles-Clark Me'Lisa Barber Sanya Richards DeeDee Trotter* 3 min 22 s 63 (WL) | Russie Anastasiya Kapachinskaya Natalya Nazarova Olesya Zykina Yuliya Pechonkina Svetlana Pospelova* Svetlana Goncharenko* 3 min 22 s 91 (SB) | Jamaïque Allison Beckford Lorraine Fenton Ronetta Smith Sandie Richards Michelle Burgher* 3 min 22 s 92 (SB) |
| Saut en hauteur détails   | Hestrie Cloete 2,06 m (WL, AR)                                                                                    | Marina Kuptsova 2,00 m | Kajsa Bergqvist 2,00 m                                                                                       |
| Saut à la perche détails  | Svetlana Feofanova 4,75 m (CR)                                                                                    | Annika Becker 4,70 m (SB) | Yelena Isinbayeva 4,65 m                                                                                     |
| Saut en longueur détails  | Eunice Barber 6,99 m (SB)                                                                                         | Tatyana Kotova 6,74 m | Anju Bobby George 6,70 m (SB)                                                                                |
| Triple saut détails       | Tatyana Lebedeva 15,18 m (SB)                                                                                     | Françoise Mbango Etone 15,05 m (AR) | Magdelin Martinez 14,90 m (NR)                                                                               |
| Lancer du poids détails   | Svetlana Krivelyova 20,63 m                                                                                       | Nadezhda Ostapchuk 20,12 m (PB) | Vita Pavlysh 20,08 m (SB)                                                                                    |
| Lancer du disque détails  | Iryna Yatchanka 67,32 m (SB)                                                                                      | Anastasia Kelesidou 67,14 m (SB) | Ekateríni Vóngoli 66,73 m (PB)                                                                               |
| Lancer du javelot détails | Mirela Manjani 66,52 m (WL)                                                                                       | Tatyana Shikolenko 63,28 m | Steffi Nerius 62,70 m                                                                                        |
| Lancer du marteau détails | Yipsi Moreno 73,33 m                                                                                              | Olga Kuzenkova 71,71 m | Manuela Montebrun 70,92 m                                                                                    |
| Heptathlon détails        | Carolina Klüft 7 001 pts (WL)                                                                                     | Eunice Barber 6 755 pts (SB) | Natalya Sazanovich 6 524 pts (SB)                                                                            |

* Athlètes médaillées ayant participé aux séries des relais

## Tableau des médailles
| Rang | Nation                     | Or | Argent | Bronze | Total |
| ---- | -------------------------- | -- | ------ | ------ | ----- |
| 1    | États-Unis                 | 8  | 7      | 1      | 16    |
| 2    | Russie                     | 7  | 7      | 5      | 19    |
| 3    | France                     | 3  | 3      | 2      | 8     |
| 4    | Éthiopie                   | 3  | 2      | 2      | 7     |
| 5    | Biélorussie                | 3  | 1      | 3      | 7     |
| 6    | Suède                      | 2  | 1      | 2      | 5     |
| 7    | Kenya                      | 2  | 1      | 1      | 4     |
| 7    | Afrique du Sud             | 2  | 1      | 1      | 4     |
| 9    | Maroc                      | 2  | 1      | 0      | 3     |
| 10   | Grèce                      | 1  | 1      | 3      | 5     |
| 11   | Cuba                       | 1  | 1      | 0      | 2     |
| 12   | Italie                     | 1  | 0      | 2      | 3     |
| 13   | Canada                     | 1  | 0      | 1      | 2     |
| 14   | Algérie                    | 1  | 0      | 0      | 1     |
| 14   | Australie                  | 1  | 0      | 0      | 1     |
| 14   | République dominicaine     | 1  | 0      | 0      | 1     |
| 14   | Équateur                   | 1  | 0      | 0      | 1     |
| 14   | Lituanie                   | 1  | 0      | 0      | 1     |
| 14   | Mexique                    | 1  | 0      | 0      | 1     |
| 14   | Mozambique                 | 1  | 0      | 0      | 1     |
| 14   | Pologne                    | 1  | 0      | 0      | 1     |
| 14   | Qatar                      | 1  | 0      | 0      | 1     |
| 14   | Saint-Christophe-et-Niévès | 1  | 0      | 0      | 1     |
| 24   | Jamaïque                   | 0  | 4      | 2      | 6     |
| 25   | Espagne                    | 0  | 3      | 2      | 5     |
| 26   | Hongrie                    | 0  | 2      | 0      | 2     |
| 27   | Allemagne                  | 0  | 1      | 3      | 4     |
| 27   | Japon                      | 0  | 1      | 3      | 4     |
| 29   | Grande-Bretagne            | 0  | 1      | 2      | 3     |
| 29   | Bahamas                    | 0  | 1      | 2      | 3     |
| 31   | Brésil                     | 0  | 1      | 0      | 1     |
| 31   | Cameroun                   | 0  | 1      | 0      | 1     |
| 31   | Tchéquie                   | 0  | 1      | 0      | 1     |
| 31   | Estonie                    | 0  | 1      | 0      | 1     |
| 31   | Irlande                    | 0  | 1      | 0      | 1     |
| 31   | Trinité-et-Tobago          | 0  | 1      | 0      | 1     |
| 31   | Turquie                    | 0  | 1      | 0      | 1     |
| 38   | Ukraine                    | 0  | 0      | 3      | 3     |
| 39   | Chine                      | 0  | 0      | 2      | 2     |
| 40   | Inde                       | 0  | 0      | 1      | 1     |
| 40   | Kazakhstan                 | 0  | 0      | 1      | 1     |
| 40   | Pays-Bas                   | 0  | 0      | 1      | 1     |
| 40   | Sénégal                    | 0  | 0      | 1      | 1     |
|      |                            | 46 | 46     | 46     | 138   |

- Modification du tableau le 26/02/2009 à la suite du déclassement de Jérome Young sur 400 m.
- Modification du tableau à la suite de la disqualification pour dopage en 2011 de Zhanna Block.

## Légende
Records et Performances
- AR : Record continental (area record)
- CR : Record des championnats (championship record)
- MR : Record du meeting (meet record)
- NR : Record national (national record)
- OR : Record olympique (olympic record)
- PR : Record paralympique (paralympic record)
- PB : Record personnel (personal best)
- SB : Meilleure performance personnelle de la saison (season's best)
- WL : Meilleure performance mondiale de l'année (world leader)
- WJR : Record du monde junior (world junior record)
- WR : Record du monde (world record)

Circonstances et Conditions
- DNF : N'a pas terminé (did not finish)
- DNS : N'a pas pris le départ (did not start)
- DQ : Disqualification (disqualification)
- NM : Aucun essai valable enregistré (No Mark)
- Q : Qualifié « directement » au prochain tour (ou à la prochaine compétition), lors d'une compétition majeure, grâce au classement ou à la réalisation des minima (automatic qualifier)
- q : Qualifié au prochain tour (ou à la prochaine compétition), lors d'une compétition majeure, grâce au repêchage ou à la réalisation de l'une des meilleures performances parmi celles des « non qualifiés directement » (grâce au meilleur temps ou à la meilleure distance par exemple) (secondary qualifier)